# 落地生根
落地生根又稱葉生根、天燈籠、古仔燈、大還魂、倒地蓮、倒吊蓮、打不死、番鬼牡丹，原產地為熱帶非洲，是景天科伽藍菜屬的多肉植物。由於若將其葉放在泥土上，葉邊的一點即能發芽生長，不必依賴種子繁殖，故名落地生根。若將它屈折或打斷，其葉著地即能生長，故亦有「打不死」之名。具有止血、消炎、止痛、消腫解毒之功效。但脾胃虛寒者慎服。此外也可做切花、盆栽、花壇和庭園露地栽培。花語：堅忍，有毅力。

## 外部連結
- 维基共享资源上的相關多媒體資源：Kalanchoe pinnata
- 維基物種上的相關：Kalanchoe pinnata
- 落地生根, Luodishenggen （页面存档备份，存于） 藥用植物圖像數據庫 (香港浸會大學中醫藥學院) （繁體中文）（英文）